# Pic și Poc eroi fără voie
Pic și Poc eroi fără voie este un film românesc din 1974 regizat de Olimp Vărășteanu, Florin Anghelescu.